# Mastodont
|  | Per a altres significats, vegeu «Mastodon». |

|  | No s'ha de confondre amb Mammuthus. |

Els mastodonts (Mammut) són una família de proboscidis que pertanyen a la família Mammutidae. S'assemblaven, però eren diferents del mamut llanut, que pertany a la família Elephantidae, en què els mastodonts eren brostejadors, mentre que els mamuts eren pasturadors.

## Hàbitat

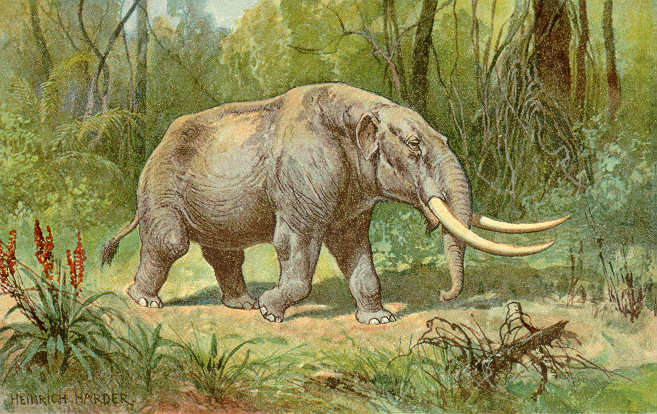
Un mastodont

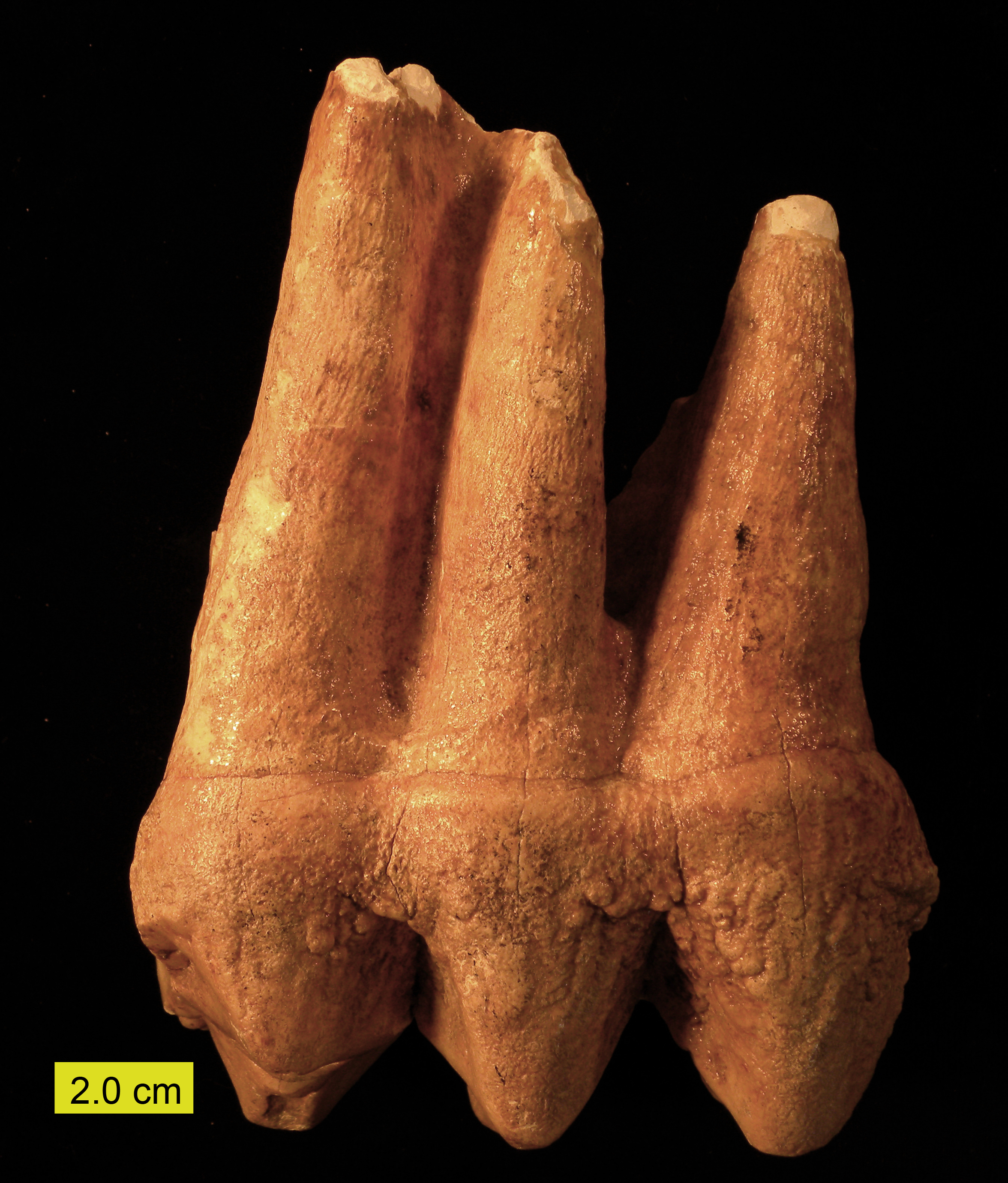
Mammut

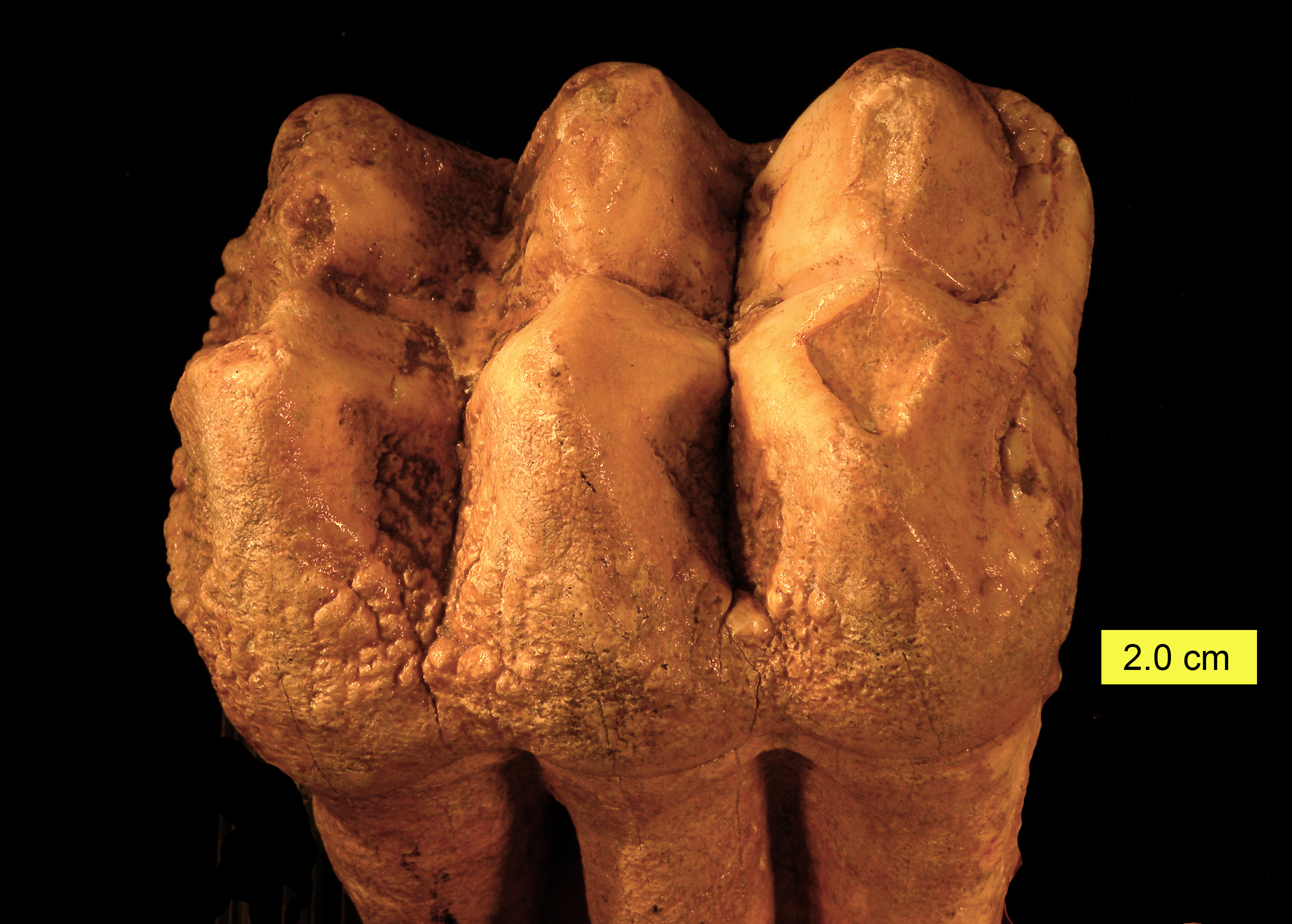
Mammut

Es creu que els mastodonts aparegueren per primer cop gairebé quatre milions d'anys enrere. Ambdues espècies Eren natives d'Euràsia i Nord-amèrica. Tanmateix, els individus d'Euràsia, Mammut borsoni, moriren aproximadament tres milions d'anys enrere - els fòssils han estat trobats a Anglaterra, Alemanya, els Països Baixos, Romania i el nord de Grècia. De Mammut americanum se sap que desaparegué fa uns 10.000 anys, al mateix temps que molta altra megafauna del Plistocè. Tanmateix, dades més recents obtingudes d'anàlisis del radiocarboni n'han trobat datat exemplars 5200 aC, a Seneca (Michigan), 5.140 aC a Utah, 4,150 a Washtenaw (Michigan), 4,080 B.C. a Lapeer (Michigan). Els registres d'aquest fòssils ens ajuden avui en dia a certificar la zona per la qual estaven situats els mastodonts; aquesta s'estén des de les actuals Alaska i el Canadà al nord, fins a Florida i el sud de Califòrnia, Mèxic i a Hondures.
Encara que el seu hàbitat abasta un gran territori, els mastodonts foren més comuns als boscos d'avets de l'edat del gel de la zona oriental dels Estats Units, així com en entorns més càlids de terres baixes. Les seves restes han estat trobades pel que fa a 300 km de la costa nord-est dels EUA, zones en què la terra s'assecà durant la baixada del nivell del mar de l'última edat de gel. Els fòssils de mastodont han estat trobats a la península Olympic de l'estat de Washington, EUA (Manis Mastodon Site), a Kentucky, Kimmswick Bone Bed a Missouri, en Stewiacke, Nova Escòcia, Canadà; en un nombre de llocs en l'Estat de Nova York; al Comtat de Richland, Wisconsin; La Grange, Texas, al sud de Louisiana, al nord de Fort Wayne, Indiana i Johnstown (Ohio), EUA.